# Nicole Matická
Nicole Matická (geboren am 3. März 1993 in Bratislava) ist eine slowakische Basketballspielerin.

## Karriere
Die 1,90 m große Centerin, deren Vater Oto Matický als Profi lange in Österreich aktiv war, spielte von 2011 bis 2015 im „Highlander“-Basketballteam des New Jersey Institute of Technology in der NCAA.
Zur Saison 2015/2016 wechselt sie zum deutschen Erstligisten New Basket Oberhausen. 2015 stand sie auf der Liste der besten Spielerinnen, die in die WNBA gedraftet werden können.
Seit Beginn der Saison 2017/2018 steht Nicole Matická bei den Krofdorf Knights (2. Bundesliga, Gruppe Süd) unter Vertrag. Sie erlitt in ihrem ersten Saisonspiel der Krofdorf Knights (49:57-Auswärtssieg bei den Rhein-Main Baskets) nach einer Spielzeit von 1:06 Minuten einen Kreuzbandriss.